# クリス・ヘンリー (ワイドレシーバー)
クリス・ヘンリー（Chris Henry, 1983年5月17日 - 2009年12月17日）はルイジアナ州出身のアメリカンフットボール選手。NFLのシンシナティ・ベンガルズで5シーズンプレーした。ポジションはワイドレシーバー。

## 経歴

### プロ入りまで
高校時代には州のチャンピオンシップゲームでルイジアナ・スーパードームでプレーしたこともある。またバスケットボールと陸上競技も行った。ウェストバージニア大学に入学し1年目は練習生であったが2003年には41回のキャッチで1,006ヤードを獲得、10タッチダウンをあげてビッグ・テン・カンファレンスのセカンドチームに選ばれたがラトガーズ大学戦で複数回のアンスポーツマンライクコンダクトで退場処分を受け最終週のピッツバーグ大学戦は出場停止処分を受けた。ウェストバージニア大学で1シーズンにレシーブ1000ヤード以上獲得したのはデビッド・ソーンダース以来史上2人目の快挙であり、1回あたり24.5ヤード獲得は歴代3位の記録であった。この年シラキューズ大学戦では自己ベストの209ヤードを獲得、2タッチダウンをあげた。2004年には52回のキャッチで872ヤードを獲得、大学タイ記録となる12タッチダウンをあげた。シーズン終了後、大学史上3人目となる1回あたりのキャッチ20ヤード以上、史上2位の22タッチダウンなどの成績を残して2005年のNFLドラフトにアーリーエントリーすることを発表した。

### NFL入り後
2005年のドラフト3巡目でシンシナティ・ベンガルズに指名されて入団し9月18日のミネソタ・バイキングス戦でデビューを果たした。この年31回のキャッチで422ヤードを獲得、6タッチダウンをあげた。新人WRとしての6タッチダウンは1985年のエディ･ブラウンが8タッチダウンをあげて以来実に20年ぶりのことであった。チームは15年ぶりにプレーオフに出場しピッツバーグ・スティーラーズと対戦したがその試合で彼はカーソン・パーマーからのパスを受けて66ヤードを獲得したがそのプレーで彼とパーマーは共にひざを負傷しサイドラインに下がった。2年目の2006年には36回のキャッチで605ヤードを獲得、9タッチダウンをあげた。第2週のクリーブランド・ブラウンズ戦では5回のキャッチで113ヤードを獲得した。続くピッツバーグ・スティーラーズ戦では2タッチダウンをあげ、最終週のスティーラーズ戦では124ヤードを獲得する活躍を見せた。
2007年、彼は開幕から8試合出場停止処分を受けた。これはロジャー・グッデルコミッショナーが定めた個人行動規定によるもので第10週のボルチモア・レイブンズ戦で復帰、4回のキャッチで99ヤードを獲得、翌週のアリゾナ・カージナルス戦では8回のキャッチで81ヤードを獲得、1タッチダウンをあげた。この年彼の成績は21回のキャッチで343ヤード獲得にとどまった。2008年に逮捕された後、4月3日ベンガルズから解雇され6月にはNFLから無期限出場停止処分を受けた。しかしT・J・フーシュマンザーデ、チャド・ジョンソン、アンドレ・コールドウェルが負傷したためベンガルズと8月18日に2年契約を結びチームに復帰した。2008年にもシーズン開幕から4試合の出場停止処分を受けたため10月4日にカットされたRBのケニー・ワトソンと入れ替わりでロースター入り、この年は19回のレシーブで220ヤードを獲得、2タッチダウンをあげた。
2009年の5月に行われたチーム練習では欠席したエースWRのチャド・オチョシンコに取って代わることができるとQBカーソン・パーマーより絶賛された。同年11月のボルチモア・レイブンズ戦で20ヤードのキャッチをした後、前腕を骨折し故障者リストに入った。

## 私生活
亡くなった時点でLoleini Tongaと婚約しており彼らの間には3人の子供がいた。

### フィールド外のトラブル
2005年、ケンタッキー州北部でスピード違反で捕まり、取り調べを受けた際に靴の中に隠したマリファナが見つかった。さらにこの時無免許運転であった。2006年1月30日には銃の不法所持によりフロリダ州オーランドにあるナイトクラブの外で逮捕された。4月29日にはケンタッキー州コビントンのホテルで未成年の3人の少女（18歳、16歳、15歳）と飲酒を行い、18歳の少女は性的暴行を受けたと警察に届け出たが彼女は後に発言を撤回、罰金を受けた。
この件では翌年1月25日、彼は有罪判決を受けて90日間刑務所に入ることとなったが2日間で刑の執行は中断された。2006年6月3日、オハイオ州のハイウェイパトロールの検問を受けて酒気帯び運転をしていたことが明らかになった。2006年10月6日、NFLコミッショナーのロジャー・グッデルによって定めたリーグのポリシーにより2試合の出場停止処分が課された。2007年4月にはリーグのポリシーに従い8試合の出場停止処分を受けた。2007年12月3日にフロリダ州オーランドで2度目の逮捕をされたが2008年2月21日、この件では無罪となっている。2008年3月31日、18歳の男性を殴り、ビール瓶を彼の車に投げつけて逮捕された。彼は人違いを主張したがベンガルズは彼に1日の自宅謹慎処分を課した。

## 事故死
2009年12月16日、彼は6年間交際していた婚約者が運転するトラックの荷台から転落。病院に運ばれたが、翌12月17日に死亡。26歳の若さで亡くなった。彼が亡くなったニュースを聞いたベンガルズのQBカーソン・パーマーはロッカールームにチームメートを集めて彼とその年亡くなったマイク・ジマーディフェンスコーディネーターの妻に捧げようと主張した。チームメートのチャド・オチョシンコは当初翌週の試合でヘンリーのユニフォームを着て出場することを計画し練習ではヘンリーのユニフォームを着用したがリーグから着用禁止を言い渡された。翌週のNFLの全試合で試合のキックオフ前に黙祷が捧げられ20日のサンディエゴ・チャージャーズ戦からはチーム全員がヘルメットに彼の背番号15をつけて試合に臨んだ。チームはチャーター機を利用して22日の葬儀に参列したが彼の葬儀にはベンガルズの関係者だけでなくロジャー・グッデルコミッショナーやレジー・ブッシュらも参列した。
なおその後の警察の捜査の結果、婚約者が無謀な運転やスピード違反を犯した形跡がないこと、目撃者の証言などから彼女は起訴されないこととなった。
2010年6月、ウェストバージニア大学脳障害研究所の分析により慢性的な外傷性脳症を負っていたことが発表された。